# Grammisgalan 1997
Grammisgalan 1997 hölls på Cirkus i Stockholm den 17 februari 1997, och gällde 1996 års prestationer. Galan sändes i TV 4.

## Priser
- Årets artist: Gyllene Tider
- Årets album: Helen Sjöholm, Peter Jöback, Anders Ekborg m.fl. Kristina från Duvemåla
- Årets låt: Gyllene Tider Gå & fiska!
- Årets pop/rockgrupp: The Cardigans First Band on the Moon
- Årets kvinnliga pop/rockartist: Dilba Dilba
- Årets manliga pop/rockartist: Ulf Lundell På andra sidan drömmarna
- Årets nykomling: Soundtrack of Our Lives Welcome to the Infant Freebase
- Årets modern dans: Blacknuss Allstars
- Årets musikvideo: Kent Gravitation
- Årets hårdrock: Hellacopters Supershitty to the max
- Årets producent: Nille Perned, producent för bl.a. Souls, Wannadies och Kent
- Årets klassiska album: Anne Sofie von Otter och Bengt Forsberg Wings in the Night
- Årets barn: Ronny Rooster & hans vänner
- Årets visa/folk: Garmarna Guds spelemän
- Årets dansband: Sten & Stanley Vågar du så vågar jag. Musik, dans & party 11
- Årets textförfattare: Thomas Öberg, bob hund
- Årets kompositör: Benny Andersson
- Årets jazz: Bobo Stenson Trio Reflections
- Juryns specialpris: Sven Åke Peterson
- Juryns hederspris: Charlie Norman

### Fotnoter
1. ↑  ”TV4 Riks 1997-02-17”. Svensk mediedatabas. 19 februari 1997. https://smdb.kb.se/catalog/id/001775354. Läst 1 mars 2017.